# Guerra de la Franja de Agacher
La guerra de la Franja de Agacher (en francés: Guerre de la Bande d’Agacher), también conocida como la guerra de Navidad (en francés, Guerre de Noël), fue un conflicto bélico librado entre Burkina Faso y Malí por una franja de tierra de apenas 160,9 km a lo largo de la frontera en el norte de Burkina Faso del 25 al 30 de diciembre de 1985. La Franja de Agacher había sido objeto de una disputa fronteriza entre Malí y Burkina Faso desde la década de 1960. Tras enfrentamientos armados en 1974, ambos países acordaron mediar para resolver sus diferencias. El progreso en una solución se estancó y, en 1983, el presidente de Burkina Faso, Thomas Sankara, y el presidente de Malí, Moussa Traoré, decidieron que la disputa fronteriza fuera resuelta por la Corte Internacional de Justicia y posteriormente solicitaron al organismo que resolviera el problema.
En 1985 aumentaron las tensiones entre los gobiernos de Burkina Faso y Malí cuando Sankara llamó a una revolución en Malí mientras el régimen de Traoré luchaba por solucionar el amplio malestar social. Después de que funcionarios de Burkina Faso realizaron un censo en las comunidades fronterizas en disputa, las fuerzas malienses lanzaron una ofensiva el 25 de diciembre con aviones y tanques. Abrumadas por la potencia de fuego superior de Malí, las fuerzas de Burkina Faso perdieron el control de las comunidades fronterizas de Agacher y recurrieron a tácticas de guerrilla para detener los tanques malienses. Posteriormente, Malí ocupó la mayor parte de la Franja de Agacher, mientras que ambos países realizaron rápidos ataques en los territorios controlados por el otro. Se alcanzó un alto el fuego el 30 de diciembre y, a principios de 1986, la mediación exitosa de los países de África Occidental resultó en un acuerdo entre Sankara y Traoré para detener las hostilidades. 
El desempeño relativamente pobre de Burkina Faso durante la guerra dañó la credibilidad de sus gobernantes revolucionarios y los llevó a proyectar una imagen internacional más moderada. En Malí, la guerra se sumó a las dificultades económicas del país, pero impulsó la popularidad del régimen de Traoré que en ese momento se encontraba en graves apuros. Posteriormente, la Corte Internacional de Justicia dictaminó que la Franja de Agacher se dividiera entre los dos países, un acuerdo que ambos aceptaron.

## Antecedentes y disputas previas

Provincia de Oudalan en Burkina Faso, la frontera norte de la provincia forma la Franja de Agacher

En 1919 Francia reorganizó su administración colonial del África occidental francesa y creó la nueva colonia del Alto Volta, separándola del Alto Senegal y Níger. La colonia fue abolida en 1932 y fusionada con los territorios circundantes hasta que Francia decidió restaurarla nuevamente en 1947, este estatus se mantuvo sin modificaciones relevantes hasta 1960, cuando tanto la República del Alto Volta como la República de Malí obtuvieron la independencia. En el noreste del Alto Volta, aproximadamente 160,9 km la porción de tierra que limita al norte con Malí y Níger al este y centrada alrededor del río Béli estaba sujeta a una disputa territorial. La frontera en el área, conocida como la Franja de Agacher, se trazó utilizando antiguos mapas franceses, pero nunca se demarcó por completo, ya que las ordenanzas coloniales francesas no habían delineado cuidadosamente la frontera. Alto Volta se basó en las fronteras coloniales para plantear sus reclamos territoriales; mapas que databan de 1920 mostraban varias comunidades fronterizas situadas dentro de la colonia del Alto Volta. Por su parte Malí se basó en argumentos étnicos; Los malienses habían establecido varias comunidades en la región para aprovechar las tierras de pastoreo. También se rumoreaba que el Agacher poseía valiosos depósitos minerales, aunque realmente no había evidencia alguna de que esto fuera cierto.
La falta de una demarcación precisa primero condujo a una disputa entre los pueblos ribereños a lo largo del río Béli en 1961. Poco después, en 1968 se estableció una comisión conjunta formada por representantes de ambos países en un intento por llegar a un acuerdo, pero el grupo no logró ningún progreso. En 1974 estalló un breve conflicto armado entre los dos países por la disputa fronteriza. En respuesta, la Organización para la Unidad Africana (OUA) creó una comisión de mediación para resolver el desacuerdo y establecer una demarcación independiente y neutral de la frontera. Tanto el gobierno de Malí como el de Alto Voltán declararon que no utilizarían la fuerza armada para poner fin a la disputa. En 1977, el Alto Volta, Malí y otros estados francófonos de África Occidental firmaron un pacto de defensa mutua, llamado Acuerdo de Ayuda para la Defensa y la No Agresión (ANAD).
En 1983 ambos países estaban en desacuerdo sobre el trabajo de la comisión de la Organización para la Unidad Africana. La situación empeoró el 4 de agosto, cuando el capitán Thomas Sankara y otros oficiales militares dieron un golpe de Estado en Alto Volta y Sankara fue nombrado presidente y los oficiales establecieron el Conseil National de la Revolution (CNR) para gobernar el país de una manera revolucionaria e izquierdista. Personalmente, no le agradaba el presidente de Malí, Moussa Traoré, quien había tomado el poder al derrocar al régimen de tendencia izquierdista de Modibo Keïta. El 17 de septiembre de 1983, Sankara, un veterano de los enfrentamientos fronterizos de 1974, visitó Malí y se reunió con Traoré, en esa reunión y gracias a la mediación de Argelia, los dos acordaron que la disputa fronteriza fuera resuelta por la Corte Internacional de Justicia (CIJ) y posteriormente solicitaron al organismo que tomara cartas en el asunto y resolviera el problema. Al mismo tiempo, se estableció una nueva comisión conjunta para la cooperación bilateral y, al mes siguiente, Alto Volta levantó su veto para permitir que Malí se uniera a la Unión Económica y Monetaria de África Occidental (UEMOA) como una medida conciliadora. En agosto de 1984, la CNR cambió el nombre de Alto Volta a Burkina Faso. El 3 de abril de 1985, la CIJ comenzó a examinar la disputa fronteriza.

## Preludio

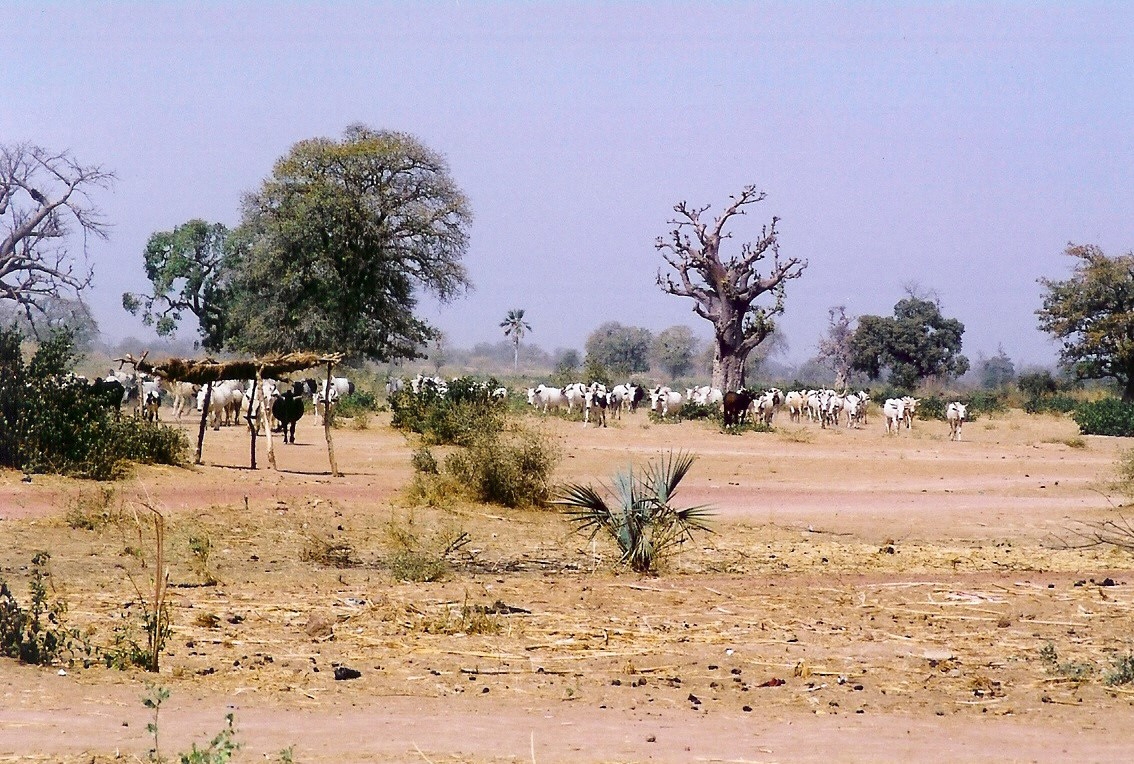
Paisaje de sabana seca típico del norte de Burkina Faso donde se desarrollaron los enfrentamientos

Las bajas precipitaciones en Malí provocaron una grave sequía en 1984, lo que obligó a los ganaderos malienses a conducir su ganado hacia el sur, hacia el norte de Burkina Faso, en busca de agua y tierras de pastoreo más adecuadas. Esto llevó a un conflicto con los agricultores locales que también se encontraban en una situación difícil debido a la sequía. En julio de 1985, Burkina Faso declaró persona non grata al secretario general maliense de la Comunidad Económica de Estados de África Occidental (CEDEAO), Drissa Keita, tras sus críticas al régimen de Sankara. En septiembre, el presidente burkinés pronunció un discurso en el que llamó a una revolución en Malí. Los líderes malienses fueron particularmente sensibles a la retórica incendiaria, pues su país experimentaba un gran malestar social debido a la crisis económica que estaba sufriendo el país. Casi al mismo tiempo, Sankara y otras figuras clave de la CNR se convencieron de que Traoré albergaba a ciertos elementos de la oposición al régimen burkinés en Bamako y que conspiraba para provocar una guerra fronteriza que se utilizaría para apoyar una contrarrevolución y así derrocar al gobierno. En octubre, Burkina Faso y Malí presentaron sus primeros escritos ante la CIJ sobre la disputa fronteriza.
Las tensiones en la frontera entre ambos países comenzaron a aumentar el 24 de noviembre cuando un ciudadano burkinés mató a otro cerca de la frontera en la provincia de Soum. La policía maliense cruzó la frontera para arrestar al asesino y también detuvo a varios miembros de un Comité de Defensa de la Revolución local que estaba preparando un tribunal par juzgarle. Tres días después, la policía maliense entró en Kouniana para «restablecer el orden». Burkina Faso hizo una reclamación diplomática sobre los incidentes en Malí, pero no recibió una respuesta formal. A principios de diciembre, Burkina Faso informó a Malí y a otros países vecinos que realizaría su censo nacional decenal del 10 al 20 de diciembre. El 14 de diciembre personal militar entró en Agacher para ayudar con la elaboración del censo. Pero Malí acusó a las autoridades militares de presionar a sus ciudadanos de las aldeas fronterizas de Dionouga, Sebba, Kounia y Douna para que se registraran en el censo, acusación que Burkina Faso cuestionó. Dionouga, Sebba y Kounia se encontraban en el lado burkinabé del área en disputa, mientras que Douna estaba bajo la jurisdicción de Malí. En Dionouga, ciudadanos de Malí lanzaron piedras contra el personal del censo de Burkina Faso. En respuesta, se enviaron algunas unidades de las Fuerzas Armadas de Burkina Faso a las tres aldeas administradas por Burkina Faso. La policía de Malí se enfrentó al personal militar y, en un intento por reducir las tensiones, la ANAD envió una delegación a Bamako y Uagadugú para mediar. El presidente de Argelia, Chadli Bendjedid, también se puso en contacto con Sankara y Traoré para tratar de alcanzar una resolución pacífica a la crisis. A requerimiento de los miembros de la ANAD, Burkina Faso anunció la retirada de todo el personal militar de la región en disputa. Sin embargo, no todas las tropas se retiraron antes de que estallaran las hostilidades.
A pesar de la pretendida retirada, se produjo una «guerra de comunicados» entre las autoridades de ambos países, al intercambiar mensajes hostiles entre sí. El gobierno de Malí acusó a Burkina Faso de hostigar a los jefes consuetudinarios locales y obligar a sus ciudadanos a aceptar documentos de identidad burkineses. Durante el mismo período, el gobierno de Malí estaba bajo amenaza de una huelga nacional de educadores debido a los retrasos en el pago de sus salarios. Bajo la presión de los sindicatos y activistas estudiantiles, el gobierno contravino su posición anterior —que no había fondos para salarios— y pagó a los maestros. Al sentirse amenazado, Traoré comenzó a preparar a su país para las hostilidades. Se formaron tres Groupements Opérationnels Tactiques (Grupos Operativos Tácticos) para atacar el país: uno en el norte dirigido por el jefe de Estado Mayor del Ejército, el coronel Kokè Dembéle, otro en el centro dirigido por Kafougouna Koné y el último en el sur al mando de Souleymane Daffé. Los grupos debían invadir Burkina Faso y posteriormente converger en la ciudad de Bobo-Dioulasso. Una vez alcanzados estos objetivos debían, reunirían a las fuerzas de la oposición para tomar Uagadugú y así derrocar a Sankara. Según un análisis de la Agencia Central de Inteligencia de los Estados Unidos (CIA), también se esperaba que la guerra distrajera a la población maliense de la difícil situación economía que sufría el país. El exasistente de Sankara, Paul Michaud, escribió que el presidente de Burkina Faso en realidad había tenido la intención de «provocar» un conflicto en Malí con el objetivo de movilizar el apoyo popular para su régimen. Según él «una fuente maliense oficial y confiable» había informado que se encontraron documentos de movilización que databan del 19 de diciembre en los cuerpos de los soldados burkineses caídos durante la guerra que siguió. El 20 de diciembre, cazas MiG-21 y helicópteros de la Fuerza Aérea de Malí comenzaron a patrullar la frontera.

## La guerra de Navidad

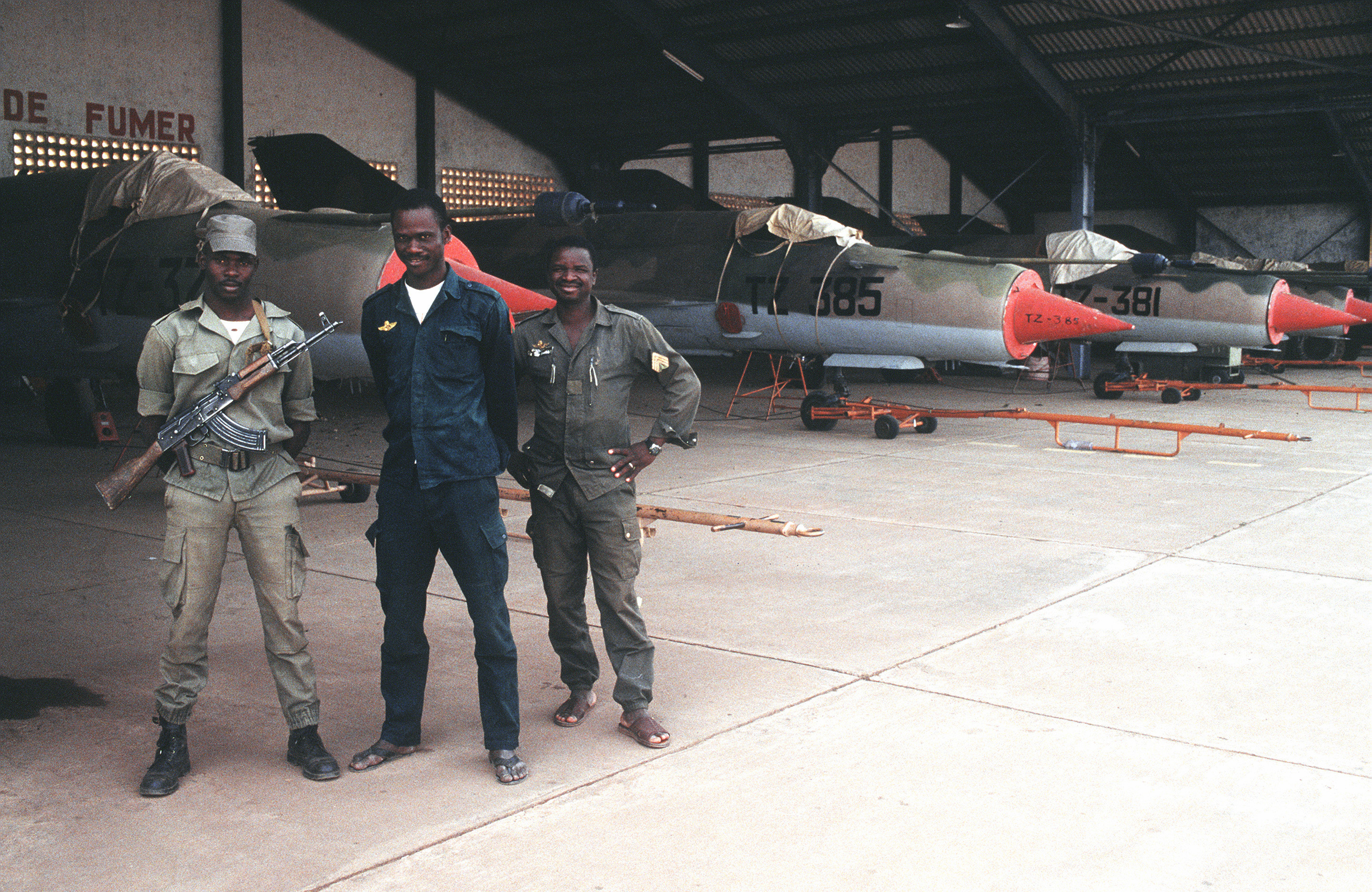
Varios MiG-21 de la Fuerza Aérea de Malí estos aparatos se utilizaron de manera muy destacada durante los combates en la zona

Al amanecer del 25 de diciembre de 1985, día en el que la mayoría de los burkineses celebraban la Navidad, unos 150 tanques del ejército maliense cruzaron la frontera y atacaron varios lugares. Las tropas malienses también intentaron envolver Bobo-Dioulasso en un ataque en pinza. El ejército de Burkina Faso, sorprendido por el repentino ataque, luchó por repeler la ofensiva frente a la muy superior potencia de fuego de Malí y sus tropas se vieron ampliamente abrumadas en el frente norte; Las fuerzas malienses aseguraron rápidamente las localidades de Dionouga, Selba, Kouna y Douna en la Franja de Agacher. La guarnición de Dionouga se vio ampliamente superada; quince soldados burkineses fueron capturados mientras dormían y el resto se vio obligado a retirarse. Aproximadamente a las 08:45 h (GMT), dos MiG-21 malienses bombardearon Djibo, Ouahigouya y Nassoumbo.
El gobierno burkinés en Uagadugú recibió la noticia del inicio de las hostilidades alrededor de las 13:00 h e inmediatamente emitió órdenes de movilización. También se impusieron varias medidas de seguridad en todo el país, incluidos apagones nocturnos y sus fuerzas se reagruparon en la zona de Dionouga para contraatacar. El capitán Blaise Compaoré tomó el mando de este frente occidental. Bajo su liderazgo, los soldados se dividieron en pequeños grupos y emplearon tácticas de guerrilla contra los tanques malienses, capturando con éxito dos. También desplegó unidades de la Policía Nacional para tratar de reforzar el ejército, al que también se sumaron algunos Comités de Defensa de la Revolución armados y unidades de milicias. Malí trató de contrarrestar los contraataques realizando salidas de combate con sus MiG-21, y Burkina Faso intentó anularlos lanzando su único caza MiG-17, aunque realmente no se llegaron a producir enfrentamientos aire-aire. También tomó represalias contra el bombardeo de sus ciudades el 26 de diciembre mediante una serie de ataques aéreos contra la localidad de Sikasso, en estos ataques murieron al menos cuatro malienses y otros cuatro resultaron heridos. Las fuerzas burkinesas también asaltaron la ciudad de Zégoua, a varios cientos de kilómetros de Agacher, donde afirmaron haber matado a quince soldados y destruido dos «objetivos militares».
Por su parte el gobierno de Sankara acusó a Malí de llevar a cabo su ofensiva con la ayuda de una potencia imperialista anónima y dijo que el conflicto «ya no era una cuestión de reivindicación territorial sino una guerra directa y abierta entre las fuerzas de la reacción y la revolución, entre el retroceso y el Gobierno progresista de Burkina Faso». Los medios oficiales afirmaron que soldados blancos luchaban junto a las fuerzas enemigas. También hubo rumores de que exiliados burkineses como Lona Charles Ouattara estaban ayudando a los atacantes. Radio Bamako respondió a estas denuncias afirmando que su enemigo era un país dirigido por «gente irreflexiva y descarriada». Aunque Burkina Faso tenía un pacto de defensa mutua con Ghana desde 1983, el líder ghanés Jerry Rawlings optó por no invocarlo, en el mismo sentido y a pesar de sus estrechas relaciones con el gobierno de Sankara, Libia se abstuvo de implicarse directamente en las hostilidades.

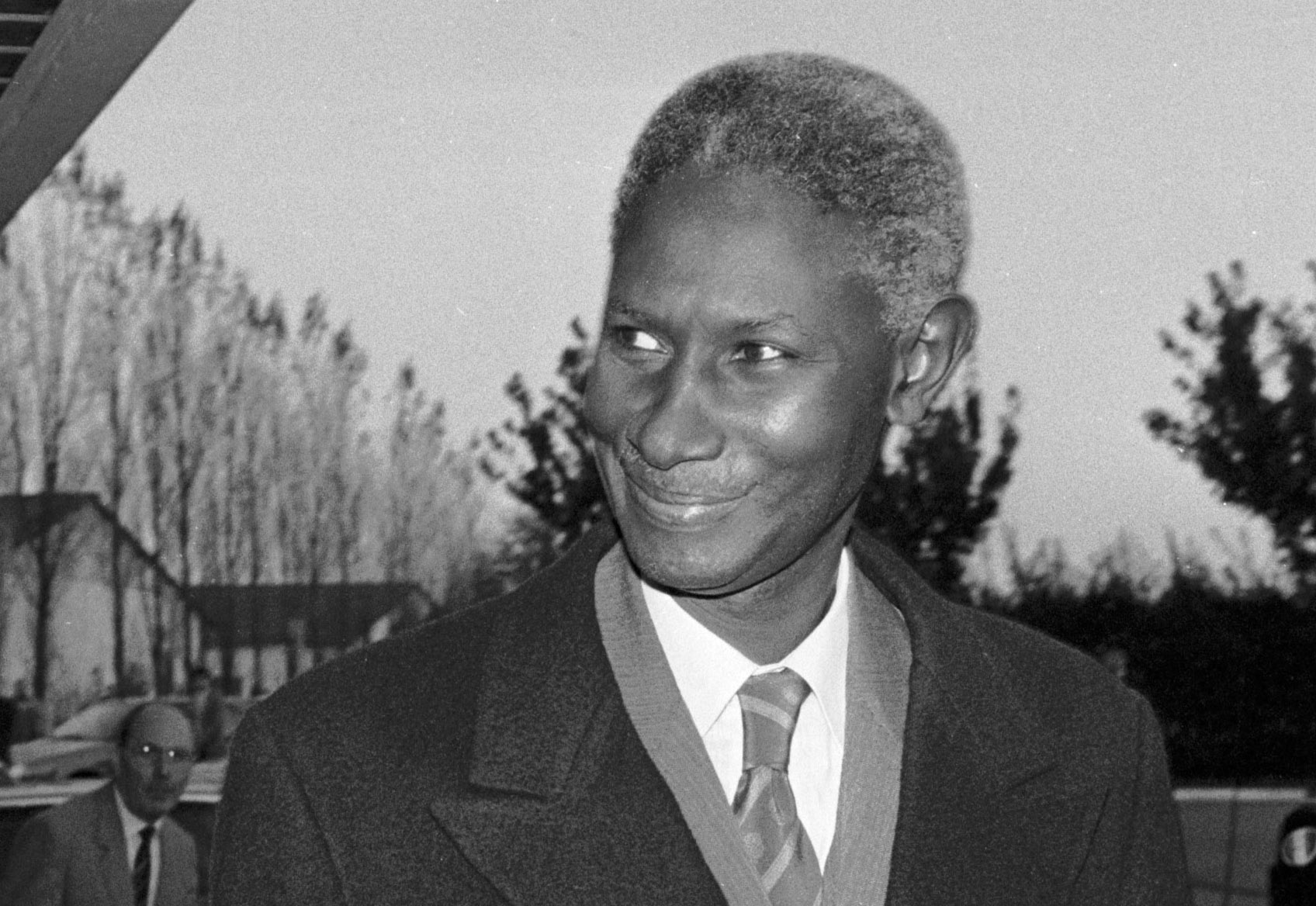
El presidente de Senegal y presidente de la Organización para la Unidad Africana, Abdou Diouf intentó mediar entre los contendientes para alcanzar un alto el fuego

Inmediatamente después del inicio de las hostilidades otros líderes africanos intentaron que ambas partes llegaran a una tregua. El ministro de Relaciones Exteriores de Libia, Ali Treki, propuso un acuerdo de alto el fuego con funcionarios nigerianos, que incluía el establecimiento de una fuerza de observación militar en la frontera que incluyera personal de ambos países. El presidente de Senegal y presidente de la Organización para la Unidad Africana, Abdou Diouf, junto con el presidente de Costa de Marfil, Félix Houphouët-Boigny, el presidente de Togo, Gnassingbé Eyadéma, el presidente de Benín, Mathieu Kérékou y el presidente de Níger, Seyni Kountché instaron a las partes a alcanzar un alto el fuego y a iniciar negociaciones de paz. Los contendientes se comprometieron a adherirse al alto el fuego propuesto a partir de la medianoche del 27 de diciembre, pero lo abandonaron de inmediato.
El 28 de diciembre, un destacamento maliense de catorce tanques y vehículos blindados escoltados por setenta y seis soldados de infantería atacó la aldea fronteriza de Koloko y posteriormente avanzaron por la carretera de Sikasso, las fuerzas burkinesas los interceptaron en Mahón, a veinte kilómetros de la frontera. Malí informó que uno de sus soldados murió y ocho resultaron heridos en el ataque. La Fuerza Aérea de Malí también atacó las ciudades de Djibo, Ouahigouya, Tougan y Dédougou en represalia por los ataques aéreos realizados contra Sikasso. La Unión Democrática del Pueblo de Malí, el estado parte de Malí, afirmó que los ataques infligieron daños significativos y pérdidas de vidas entre la población civil. Mientras tanto, los comandos de Burkina Faso intentaron aislar a las unidades de avanzada malienses de su apoyo en la retaguardia.
En la mañana del 30 de diciembre, ambos contendientes acordaron un alto el fuego gracias a la mediación de la ANAD. Cuando se alcanzó la tregua, Malí había ocupado la mayor parte de la Franja de Agacher y más de cien soldados burkineses y aproximadamente cuarenta soldados y civiles malienses habían muerto durante la corta guerra. Además, ambos beligerantes ejecutaron a algunos de sus prisioneros de guerra en una clara violación de los convenios internacionales. Dieciséis soldados burkineses y dos malienses fueron retenidos como prisioneros de guerra. Las estadísticas oficiales posteriores situaban las bajas en cuarenta y ocho burkineses y once malienses muertos. Por su parte Burkina Faso afirmó haber destruido cuatro tanques enemigos. Las ciudades de Ouahigouya, Djibo y Nassambou quedaron gravemente dañadas por los intensos combates y los bombarderos.

## Consecuencias

### Efectos sobre los contendientes

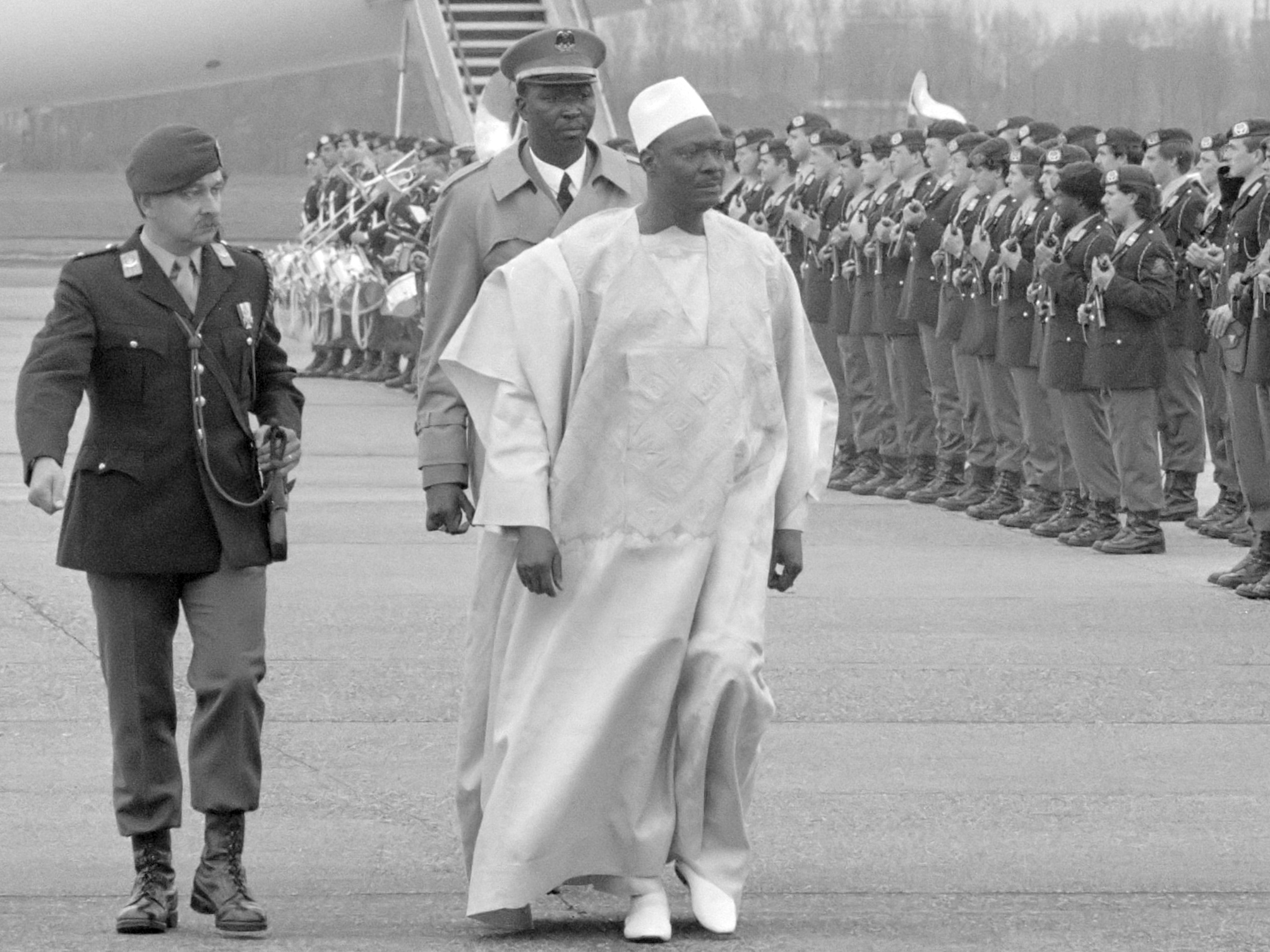
La guerra mejoró la popularidad del régimen del presidente de Malí, Moussa Traoré

El conflicto fue rápidamente apodado como la «guerra de los pobres» por la prensa internacional; ya que ambos beligerantes estaban entre los estados más pobres del mundo. Posteriormente, ambos países permitieron a los funcionarios del Comité Internacional de la Cruz Roja visitar a los prisioneros de guerra. El 4 de enero de 1986, Sankara entregó condecoraciones militares a los veteranos del conflicto y exhibió públicamente varios vehículos blindados malienses capturados: dos tanques y otros tres vehículos. Un tanque maliense del grupo del sur de Daffé se exhibió en el Aeropuerto de Uagadugú. El tanque había sido abandonado en Burkina Faso después de sufrir daños en un tiroteo durante la invasión inicial y se quedó atrás después de que el Jefe del Estado Mayor el general Bougary Sangaré prohibiera una misión de recuperación mientras las negociaciones estaban en curso. Sangaré y Dembéle fueron detenidos después de la guerra. Traoré luego realizó una conferencia de posguerra con los líderes de las fuerzas armadas en la Escuela Nacional de Policía. Como resultado del incidente del tanque, en la reunión se decidió degradar a Sangaré del rango de general al grado de coronel y retirarlo del servicio activo, así mismo se decidió dar de baja a otros dos oficiales de rangos inferiores del ejército. Dembéle también fue destituido.
Posteriormente Burkina Faso declaró que la guerra era parte de un «complot internacional» para derrocar al gobierno revolucionario de Sankara. También rechazó la especulación de que se combatió por rumores de una supuesta riqueza mineral en Agacher. El desempeño relativamente pobre del país en el conflicto dañó la credibilidad interna de la CNR. Algunos soldados burkineses estaban enojados por el hecho de que Sankara no prosiguió la guerra de manera más agresiva y no organizó una contraofensiva contra Malí. También demostró la débil posición internacional del país y obligó a la CNR a diseñar una imagen más moderada de sus políticas y objetivos en el extranjero. El gobierno de Burkina Faso hizo poca referencia a apoyar la revolución en otros países después del conflicto, mientras que sus relaciones con Francia mejoraron modestamente. En un mitin realizado después de la guerra, Sankara admitió que el ejército de su país no estaba adecuadamente armado y anunció la conmutación de sentencias para numerosos presos políticos. Además adquirió posteriormente una serie de aviones de combate.
En Malí la guerra se sumó a las ya severas dificultades económicas que sufría el país, pero aumentó considerablemente la popularidad del régimen de Traoré. Durante el conflicto, las embajadas extranjeras de Malí se inundaron de expatriados que se ofrecieron como voluntarios para el servicio en tiempos de guerra, los empresarios en el extranjero donaron 100 millones de francos CFA al gobierno en apoyo del esfuerzo bélico y los trabajadores migrantes en Costa de Marfil remitieron alrededor de 500 millones de francos CFA. Los malienses también donaron ganado, mantequilla, arroz y gasolina al régimen. A pesar de los intensos llamamientos a la unidad nacional durante la guerra, en su mensaje de Año Nuevo transmitido por Radio Mali, Traoré declaró que había una quinta columna en el país y que los maestros malienses tenían conexiones con Sankara. Posteriormente, la policía arrestó a siete personas sospechosas de ser agentes del gobierno de Burkina Faso. Más tarde, seis de ellos fueron acusados de «insultar al jefe de Estado, difundir rumores, conspiración y albergar a un fugitivo».

### Resolución de la disputa fronteriza
Según el alto el fuego se envió una fuerza de observación de África Occidental de dieciséis miembros a la franja de Agacher para controlar la frontera. Se retiró antes de finales de enero de 1986. Un helicóptero marfileño se estrelló mientras supervisaba el alto el fuego. El 8 de enero, la Cruz Roja supervisó el intercambio de los dos soldados malienses capturados y un civil maliense internado por los dieciséis soldados burkineses cautivos. En una cumbre de la ANAD en Yamoussoukro el 17 de enero, Traoré y Sankara se reunieron y formalizaron un acuerdo para poner fin a las hostilidades. El 26 de febrero, quince civiles malienses capturados fueron intercambiados por ocho civiles burkineses en Bamako, lo que marcó el segundo y último intercambio de prisioneros. En marzo se celebró en Uagadugú una cumbre de la Comunidad Económica de África Occidental a la que asistieron tanto Sankara como Traoré. Como señal de reconciliación, los participantes eligieron a otro maliense para reemplazar al secretario general saliente de la organización. Malí y Burkina Faso restablecieron relaciones diplomáticas formales en junio.
Tras el alto el fuego Burkina Faso y Malí solicitaron a la CIJ que impusiera medidas provisionales para evitar más conflictos hasta que el tribunal emitiera su decisión. Burkina Faso afirmó que había sido víctima de la agresión de Malí, mientras que Malí argumentó que actuó en defensa propia al responder a la ocupación burkinesa de su territorio. Burkina Faso solicitó la retirada ordenada de todas las tropas de la región, pero Malí argumentó que esto contravenía los términos de la tregua. El tribunal respondió aconsejando a ambas partes continuar con la mediación bajo los auspicios de la ANAD, llegar a un acuerdo de retirada de las tropas y tomar todas las medidas necesarias para evitar conflictos mientras se resuelve la disputa fronteriza. Las partes comenzaron sus argumentos orales ante la CIJ en junio, y el tribunal emitió un fallo sobre el asunto por parte de un panel de jueces de cinco miembros el 22 de diciembre de 1986. El tribunal dividió el territorio en disputa entre las partes; Mali recibió la porción occidental más densamente poblada y Burkina Faso la sección oriental centrada en Béli. Ambos países manifestaron su satisfacción por la sentencia.